# Platygerrhus americanus
Platygerrhus americanus är en stekelart som beskrevs av Karl-Johan Hedqvist 1968. Platygerrhus americanus ingår i släktet Platygerrhus och familjen puppglanssteklar. Inga underarter finns listade i Catalogue of Life.